# Astralis
Astralis es un equipo danés de Counter-Strike 2, fundado el 18 de enero de 2016 por la antigua plantilla de TSM. Es uno de los equipos profesionales más exitosos de la historia de Counter-Strike, ostentando el récord de mayor número de majors, 4 en total, y el de más de ellos consecutivos, 3 de ellos.

## Historia
Astralis nació el 18 de enero de 2016 en Dinamarca cofundado por los antiguos miembros de la plantilla de CS:GO de Team SoloMid: Rene "cajunb" Borg, Finn "karrigan" Andersen, Nicolaj "dev1ce" Reedtz, Peter "dupreeh" Rasmussen y Andreas "Xyp9x" Højsleth. También como cofundadores se unieron al proyecto el grupo de inversión Sunstone Capital y el inversor danés Tommy Ahlers, los cuales proporcionaron financiación para el nuevo equipo. En este momento también se incorporó a Danny "zonic" Sørensen como entrenador del equipo.
Durante los primeros meses competitivos tras la creación del equipo los resultados fueron empeorando progresivamente, situación que provocó que el 19 de mayo de 2016 Rene "cajunb" Borg fuera reemplazado por Markus "Kjaerbye" Kjærbye, jugador proveniente de Dignitas. Pese al cambio, el equipo no logró levantar cabeza. En octubre de 2016 se produjo un cambio importante en Astralis, ya que en estas fechas Karrigan fue transferido a FaZe Clan y Lukas "gla1ve" Rossander se incorporó al equipo. Tras el cambio el primer gran éxito no se hizo esperar, ya que en diciembre de ese mismo año consiguieron la victoria en las finales de la ECS Season 2 y también llegaron a la Final de la ELEAGUE SEASON 2, aunque la perdieron contra el equipo de Optic Gaming. Ya en 2017 Astralis se confirmó como mejor equipo del mundo al lograr su primer major, el ELEAGUE Major 2017 (también conocido como Atlanta 2017), tras vencer al conjunto polaco de Virtus.pro.
En 2017 los buenos resultados se prologaron hasta mitad de año con la victoria en la IEM Katowice 2017 y diversos podios. Con la caída de nivel a principios de 2018 Kjaerbye abandonó la plantilla y Emil "Magisk" Reif entró en el equipo. Con este cambio se conforma uno de los mejores equipos de la historia de Counter-Strike al encabezar el ranking mundial de HLTV durante más de un año (la "era Astralis"), desde el 23 de abril de 2018 hasta el 27 de mayo de 2019. En este periodo de tiempo Astralis sumó 2 majors consecutivos, el FACEIT Major 2018 y la IEM Katowice 2019, a los que se suman otras competiciones de primer nivel como la ECS Season 6 Finals, la ESL Pro League Season 8 Finals, la IEM Chicago 2018 o la BLAST Pro Series Lisbon 2018.
Durante la primavera y el verano de 2019 Astralis decidió no asistir a varios torneos de primer nivel como DreamHack Masters Dallas, lo que propició que Team Liquid ocupara su plaza como mejor equipo del mundo. Para el StarLadder Major Berlin 2019 el equipo llegó con una racha de malos resultados, pero Astralis se coronó como ganador por 4.ª vez, 3.ª consecutiva, de un major de Counter-Strike tras un gran torneo donde no cedieron ningún mapa.